# 秩父犬
秩父犬（ちちぶいぬ）は、埼玉県原産の絶滅した日本犬の一種である。

## 概要
秩父地方の猟犬であり、川上犬とは同種ないし同系とされる。柴犬の一種で、十石犬や赤城犬と共に信州柴犬に属する。
クマ狩りの際には急な山道であってもよく走り、クマに向かって敢然と飛び掛かる。犬同士なら土佐闘犬が最強だが、クマが相手なら最強犬は秩父犬との声もあった。又畑六郎左衛門に従っていた忠犬獅子や、畑時能の軍事に用いた犬獅子などの犬も秩父犬だったとされる。
甲斐犬・秋田犬・薩摩犬と並んで真の日本犬とされた時期もあった。しかし、1969年に出版された雑誌によると秩父地方で純血の秩父犬を探すことは困難となっており、越の犬や赤城犬などと同様に絶滅したと見られる。

## 特徴
柴犬らしく小柄な犬であった。毛色は茶褐色や狐色が多く、黒茶色のものも存在した。顔はオオカミに似ていて。一代一主で飼い主以外の人に慣れることはない。